# Schloss Piber

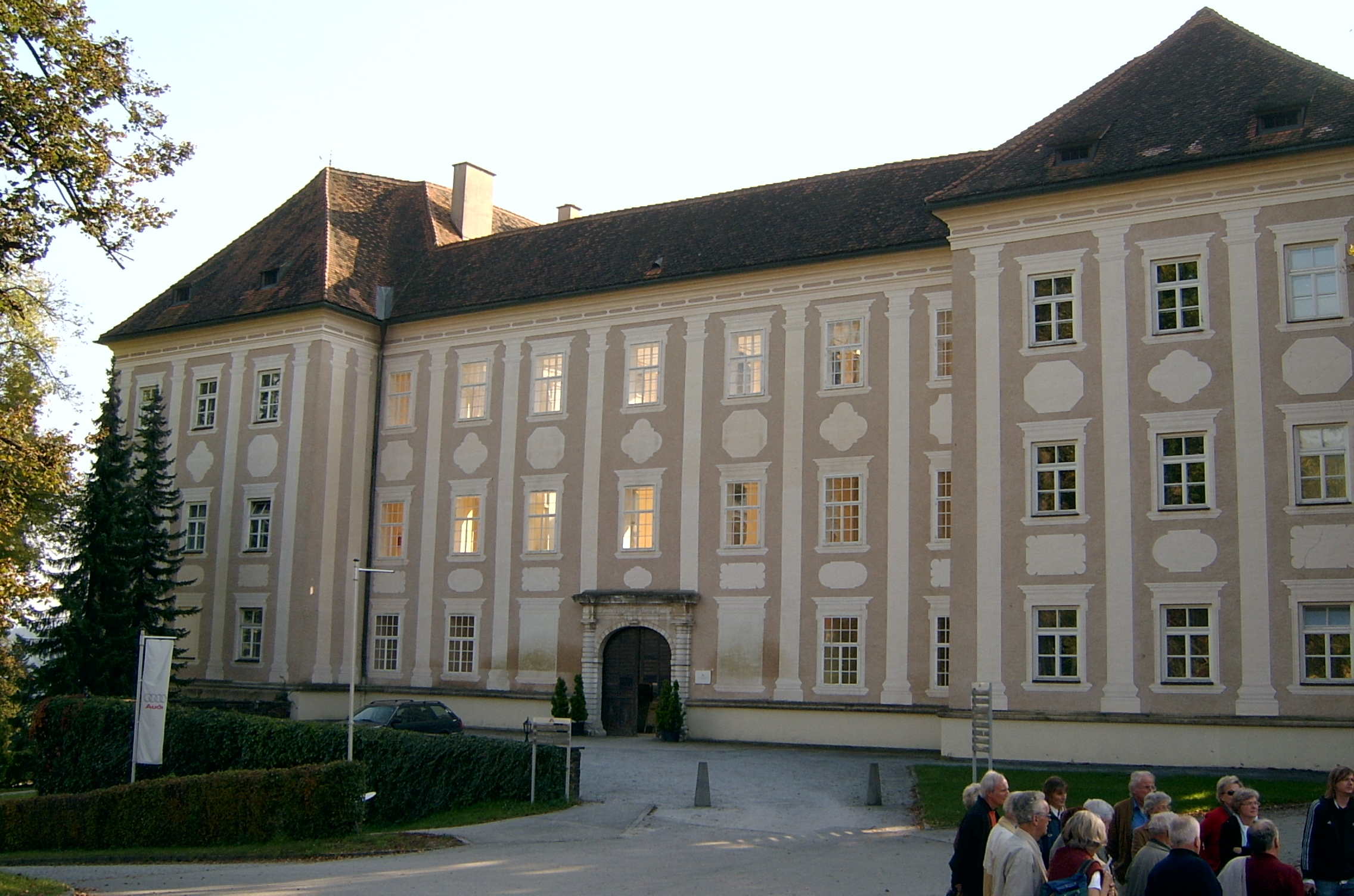
Das Schloss im Oktober 2005

Das Schloss Piber befindet sich in der Ortschaft Piber der Stadtgemeinde Köflach, im Bezirk Voitsberg in der Weststeiermark (Österreich). Die Ursprünge des Schlosses gehen bis auf das frühe 11. Jahrhundert zurück. Seit 1952 befindet sich im Schloss die Verwaltung des Bundesgestüts Piber. Außerdem dient das Schloss heute als kultureller Ausstellungsraum sowie als Veranstaltungsort für Konzerte.

## Standort
Das Schloss befindet sich in der Ortschaft Piber, etwa 2 Kilometer nordöstlich der Stadtgemeinde Köflach, neben der Pfarrkirche Piber. Es befindet sich dort auf einem niedrigen Hügel mit relativ steilen Hängen, die teilweise künstlich abgeböscht wurden.

## Geschichte

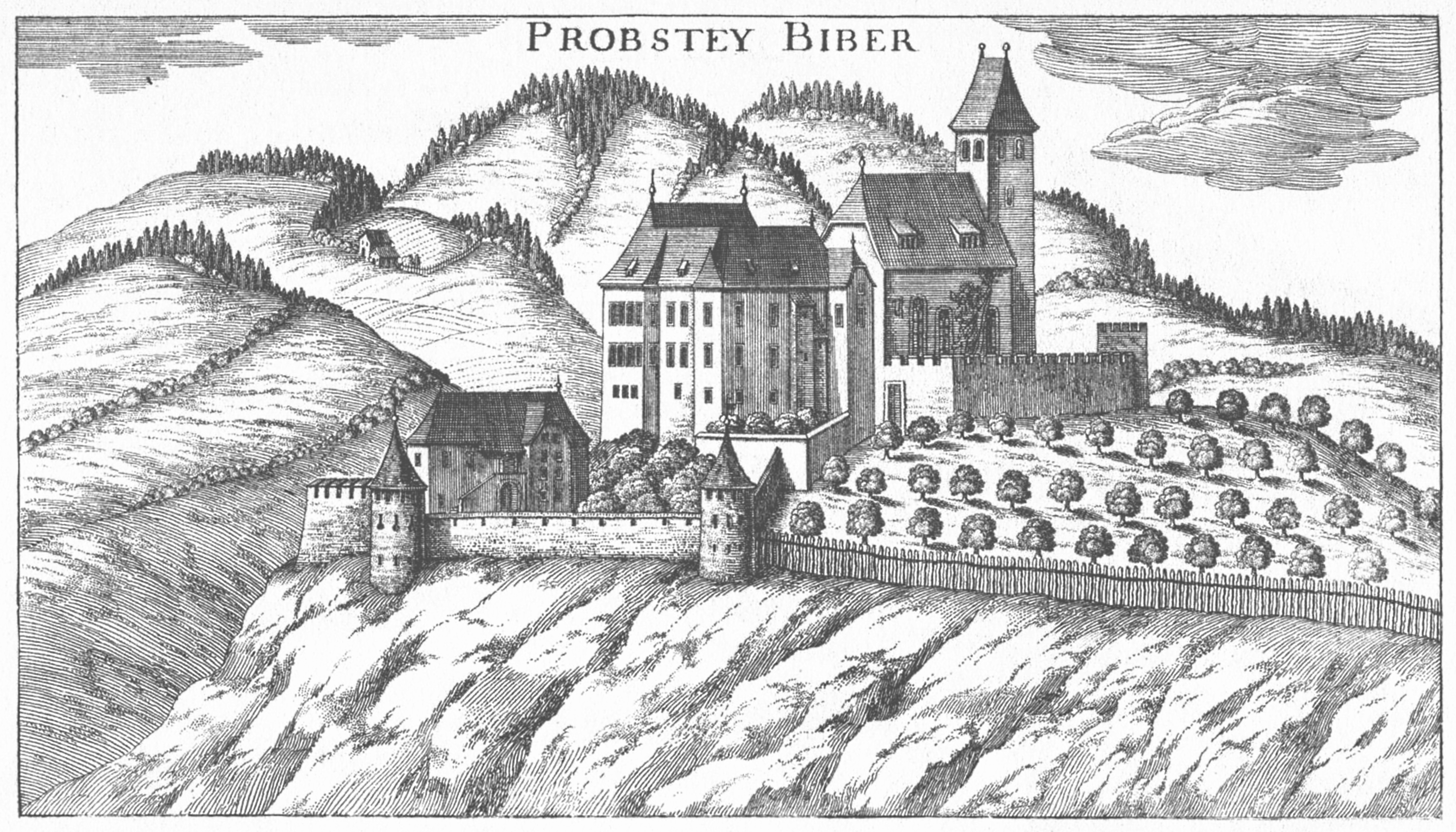
Schloss Piber nach Georg Matthäus Vischer 1681

Im Jahr 1000 begann Markgraf Adalbero von Eppenstein mit der Kolonisierung der Gegend um Piber, deren Land er zuvor von Kaiser Otto III. geschenkt bekommen hatte. An der Stelle des heutigen Schlosses wurde um 1020 ein befestigter Hof errichtet, welcher aus einem mit Mauer und Graben gesicherten Festem Haus bestand. Der Hof und das umliegende Land kam 1103 durch Herzog Heinrich III. als Dotation an das neugegründete Stift St. Lambrecht. Das Stift ließ das Gut von Dienstleuten verwalten, welche sich bald nach dem Hof nannten, so wird 1145 ein Otto von Piber genannt. Der Salzburger Erzbischof Eberhard von Regensberg übergab das Anwesen mitsamt der Pfarre 1219 dem Bistum Seckau, was zu lang anhaltenden Streitereien mit dem Stift St. Lambrecht führte, welche erst 1414 zu Gunsten des Stiftes beigelegt wurden. Der frühere Salzburger Erzbischof Ulrich von Seckau verbrachte die letzten zehn Jahre vor seinem Tod im Jahr 1268 in Piber. In der Zeit zwischen dem späten 13. und dem gesamten 14. Jahrhundert nutzten verschiedene Adelige Piber als reiche Pfründe. Einer dieser Adeligen war Konrad von Wallsee, welcher als sehr grausam bekannt war und von aufgebrachten Bauern erschlagen wurde.
Nach der Beilegung der Streitereien zwischen dem Bistum Seckau und dem Stift Lambrecht durch eine Entscheidung Herzogs Ernst des Eisernen und des Papstes zu Gunsten des Stiftes im Jahr 1414 wurde am Gut ein Propsteihof errichtet. In diesem Propsteihof wurde die Stiftsverwaltung für die Weststeiermark untergebracht. Der Bischof von Seckau verzichtete trotz der gefällten Entscheidung erst 1492 endgültig auf Piber. Es kam zu einem neuen Streit zwischen dem Stift Lambrecht und den Holleneggern, welcher erst im 17. Jahrhundert beigelegt wurde. Zudem gab es im 16. Jahrhundert immer wieder Probleme zwischen Piber und dem Stift St. Lambrecht, da die Herrschaft an weltliche Adelige übergeben worden war und diese großteils Protestanten waren. So wurde das Schloss beispielsweise 1586 von Wolf von Saurau, Georg Bernhard von Herberstein und Christof Georg von Khollenburg mit einer kleinen Streitmacht belagert, wobei die umliegenden Felder der Herrschaft zerstört wurden. Aufgrund dieser Probleme beschloss das Stift 1596 die Herrschaft selbst zu bewirtschaften und setzte Hans Stübich als Verwalter ein.
Das heutige Schloss wurde zwischen 1696 und 1728 vermutlich nach Plänen Domenico Sciassias als Sommerrefugium für die Äbte und die Mönche des Stiftes Lambrecht errichtet. Nachdem das Stift Lambrecht 1786 aufgelassen wurde, kam Piber an den staatlichen Religionsfonds, ehe es 1792 erneut zu einem Besitzerwechsel kam. 1789 wurde beim Schloss ein Gestüt für Militärpferde errichtet und 1867 wurde es dem k.u.k. Landwirtschaftsministerium unterstellt. Im Jahr 1919 verlegte man die Zucht der Lipizzaner von Lipica nach Piber, ehe sie während des Zweiten Weltkrieges nach Hostouň verlegt wurde. 1952 kamen die Lipizzaner nach Piber zurück, wobei die Verwaltung des Gestütes im Schloss untergebracht wurde. 1967 wurde das Schloss restauriert. Im Jahr 2003 beheimatete das Schloss Piber einen Teil der steirischen Landesausstellung „Mythos Pferd“. Zudem dient das Schloss heute auch als Veranstaltungsort für Konzerte sowie als kultureller Ausstellungsraum.

## Architektur

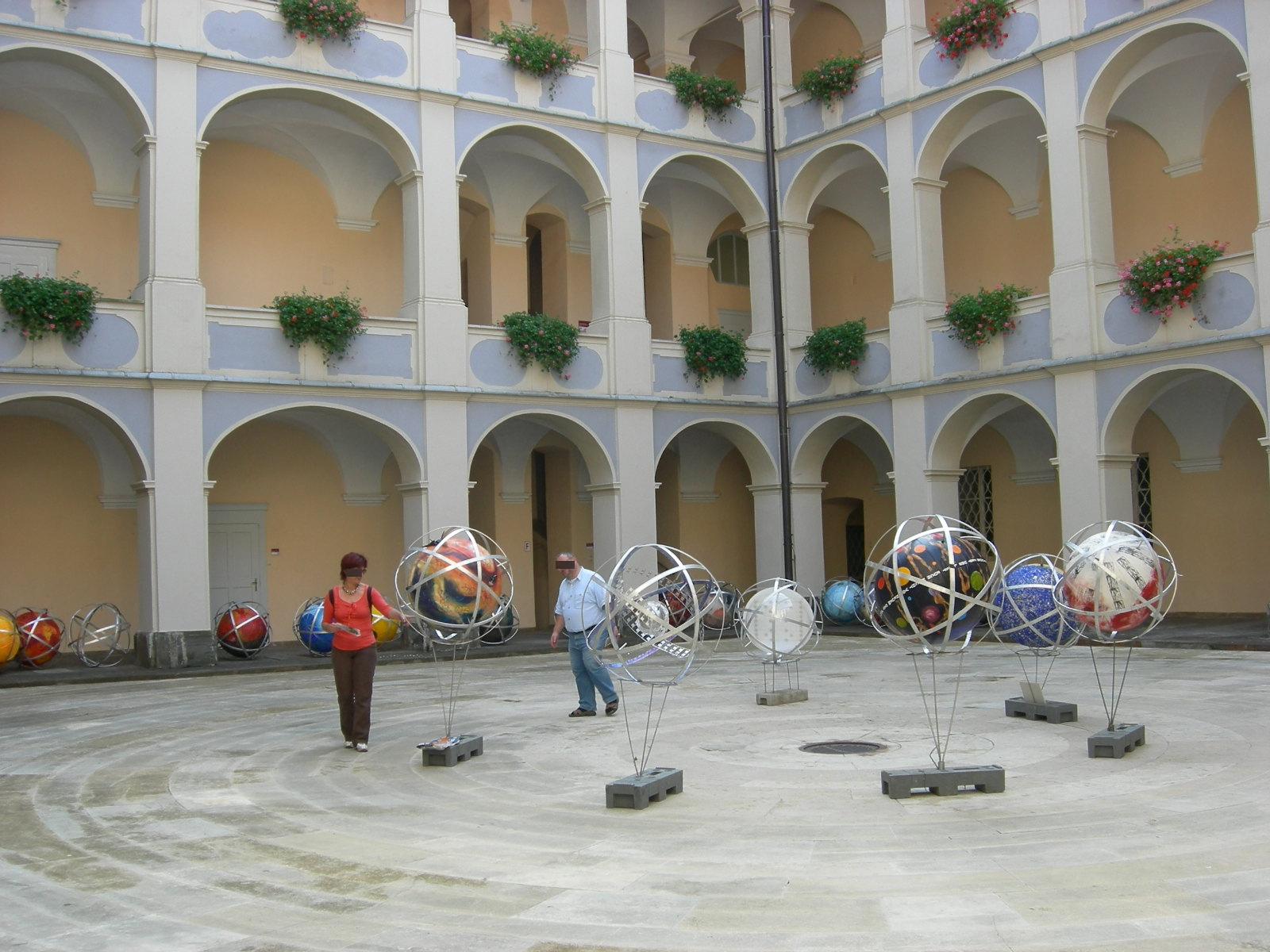
Das Kunstprojekt Rolling Stars and Planets in Schloss Piber

Beim Schloss handelt es sich um einen dreigeschoßigen barocken Bau mit vier regelmäßigen Gebäudeflügeln sowie einem annähernd quadratischen Grundriss. Die vier Flügel umgeben einen großen Arkadenhof mit über alle Geschoße reichenden Pfeilerarkaden und weisen dreiachsige Eckrisalite auf. Die Fassade wird durch gemalte Pilaster gegliedert, welche über alle Geschoße reichen. Die Fenster haben gemalte Umrandungen. Die einzelnen Geschoße werden durch Zierfelder unterhalb der Fenster voneinander getrennt. Das Gebäude kann durch ein auf das Jahr 1726 datiertes Haupttor im Westen oder durch ein auf das Jahr 1728 datiertes Seitenportal betreten werden. Ein über dem Haupttor angebrachtes Chronogramm verweist auf die Fertigstellung des Neubaus im Jahr 1728 sowie auf die Lambrechter Äbte Franz von Kaltenhausen und Anton Stroz als Bauherren. Von der ursprünglichen Ausstattung und Gestaltung der Schlossräume hat sich nur wenig erhalten. Einige der Säle im Südflügel besitzen barocke Stuckdecken aus dem 18. Jahrhundert und wurden zwischen 1970 und 1972 restauriert. Im großen Festsaal findet man zahlreiche Wappendarstellungen.
Der Zugang zum Schloss erfolgt von Norden, wo sich früher zum Schutz ein breiter Graben befunden hat. Von der ehemaligen Wehrmauer sind nur einige Stützmauern erhalten geblieben.